# Adrienne van Zweden

Monogram voor Adrienne van Zweden

Adrienne Josephine Alice (Stockholm, 9 maart 2018) is een Zweedse prinses en hertogin van Blekinge.
De prinses is het derde kind van prinses Madeleine van Zweden en Christopher O'Neill. Ze is het zevende kleinkind van koning Karel Gustaaf. Ze is tevens het zusje van prinses Leonore en Prins Nicolas.
Prinses Adrienne werd op 8 juni 2018 gedoopt.
Prinses Adrienne is elfde in de lijn van de Zweedse troonopvolging.